# اسپیس (شهر اتریش)
اسپیس (به آلمانی: Spiss) یک منطقهٔ مسکونی در اتریش است که در ناحیه لاندک واقع شده‌است. اسپیس ۲۴٫۵ کیلومتر مربع مساحت دارد ۱٬۶۵۳ متر بالاتر از سطح دریا واقع شده‌است.